# Alto Gállego
Alto Gállego is een comarca van de Spaanse provincie Huesca. De hoofdstad is Sabiñánigo, de oppervlakte 1359,80 km2 en het heeft 12.320 inwoners (2002).

## Gemeenten
Biescas, Caldearenas, Hoz de Jaca, Panticosa, Sabiñánigo, Sallent de Gállego, Yebra de Basa en Yésero.